# Форналуч
Форналуч (ісп. Fornaluch) — муніципалітет та однойменне село в Іспанії, які входять до складу провінції Балеарські острови. Знаходиться на північно-заході острова Майорка, в горах Сьєрра-де-Трамонтана. Муніципалітет розташований у складі району (комарки) Сьєрра-де-Трамонтана. Займає площу 19,49 км². Населення — 663 людини (на 2017 рік). Найближчим містом є Сольєр, до якого можна дістатися пішки по ряду пішохідних доріжок і стежок.